# Präsidentschafts- und Parlamentswahl in Ghana 1996
Die Präsidentschafts- und Parlamentswahl in Ghana 1996 fand am 7. Dezember statt.

## Ergebnisse

### Präsidentschaftswahl
| Kandidaten                                                                                         | Kandidaten          | Parteien                                | Stimmen   | %    |
| -------------------------------------------------------------------------------------------------- | ------------------- | --------------------------------------- | --------- | ---- |
| | Jerry John Rawlings | Progressive Alliance (NDC – EGLE – DPP) | 4.099.758 | 57,4 |
| | John Agyekum Kufuor | Great Alliance (NPP – NCP)              | 2.834.878 | 39,7 |
| | Edward Mahama       | People’s National Convention            | 211.136   | 3,0  |
| Gesamt                                                                                             | Gesamt              | Gesamt                                  | 7.145.772 | 100  |
| |                     |                                         |           |      |
| Ungültige Stimmen                                                                                  | Ungültige Stimmen   | Ungültige Stimmen                       | 120.921   | 1,7  |
| Wähler                                                                                             | Wähler              | Wähler                                  | 7.266.693 | 78,3 |
| Wahlberechtigte                                                                                    | Wahlberechtigte     | Wahlberechtigte                         | 9.279.605 |      |
| |                     |                                         |           |      |
| Quellen: African Elections Database – vgl. Electoral Commission (nach Wahlkreisen): Doku 1, Doku 2 |                     |                                         |           |      |

### Parlamentswahl
| Listen                                                     | Listen                           | Stimmen | %   | Mandate |
| ---------------------------------------------------------- | -------------------------------- | ------- | --- | ------- |
|                                                            | National Democratic Congress     | –       | –   | 133     |
|                                                            | New Patriotic Party              | –       | –   | 60      |
|                                                            | People’s Convention Party        | –       | –   | 5       |
|                                                            | People’s National Convention     | –       | –   | 1       |
|                                                            | National Convention Party        | –       | –   | –       |
|                                                            | Every Ghanaian Living Everywhere | –       | –   | –       |
|                                                            | Democratic People’s Party        | –       | –   | –       |
|                                                            | Great Consolidated Popular Party | –       | –   | –       |
|                                                            | Unabhängige                      | –       | –   | –       |
|                                                            | Unbesetzt                        | –       | –   | 1       |
| Gesamt                                                     | Gesamt                           | 0       | 100 | 200     |
|                                                            |                                  |         |     |         |
| Quellen: Electoral Commission – African Elections Database |                                  |         |     |         |

Da es in einem Wahlkreis zu Unregelmäßigkeiten gekommen war, wurden im Juni 1997 Nachwahlen abgehalten. Der zunächst offene Wahlkreis ging in diesen Nachwahlen an die New Patriotic Party.